# Римська армія
Давньоримська армія (лат. exercitus, архаїчна назва classis) — один з аспектів історії Стародавнього Риму, що глибоко вивчаються, переважно в спеціалізованих колах. Римська армія стала вирішальним чинником у становленні могутності своєї держави.

## Армія і держава у Стародавньому Римі

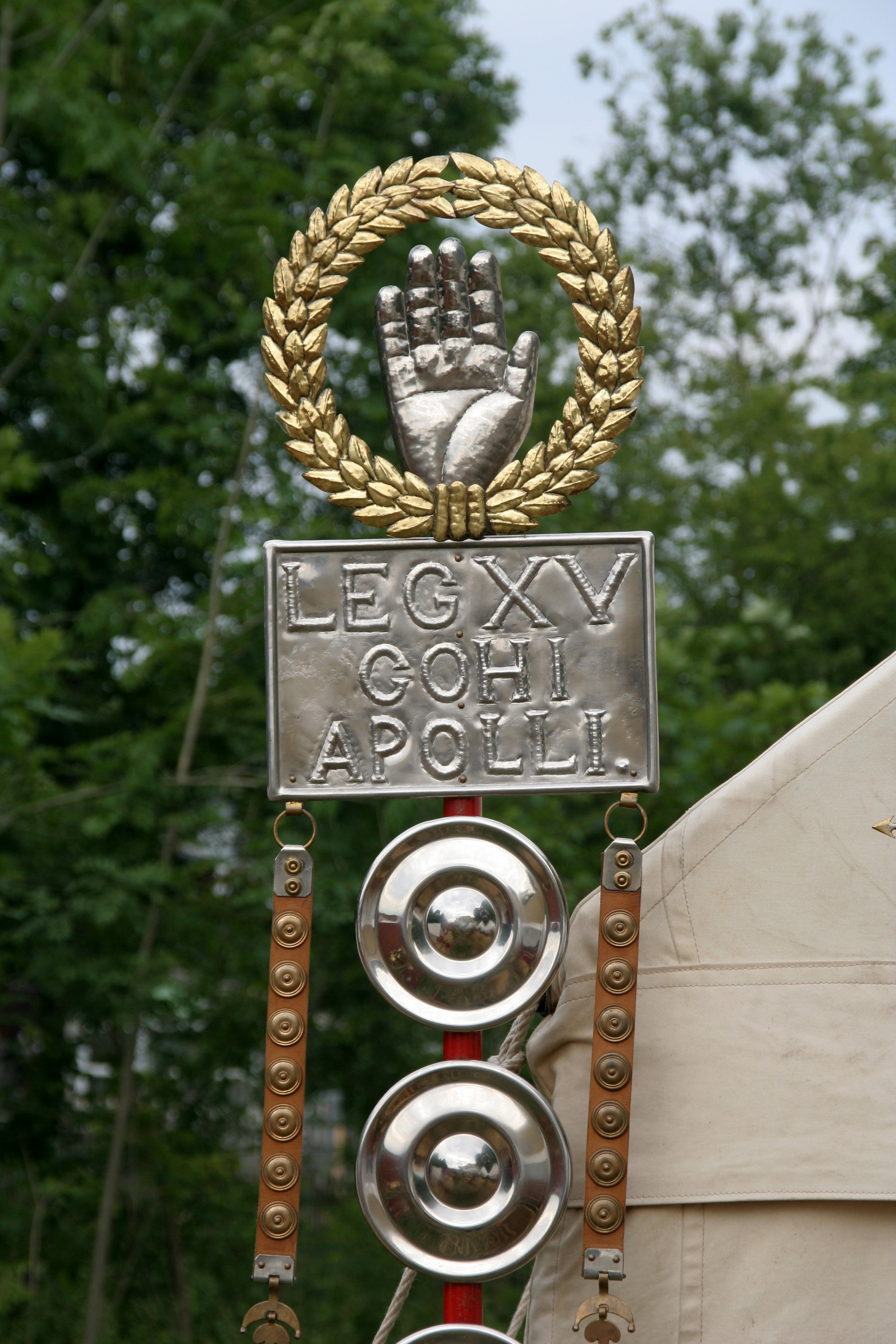
Сигнум

Коли ми говоримо про Стародавній Рим, в голові самі собою спливають образи, пов'язані з римською армією: будь то легендарні переможні легіони Цезаря, блискучі столичні преторіанці-змовники або втомлені прикордонники-ауксилії з Лімес. Справді, армія Давнього Риму невіддільна від держави. Вона не тільки його обов'язковий елемент, опора, «силовий придаток». Армія — основа життя Риму, незалежно від того, який історичний період від ранньої Республіки до пізньої Імперії ми розглядаємо. Римська державність по своїй глибинній суті сама була побудована за армійським принципом: жорстока дисципліна і чітка регламентація як в адміністративно-господарської, так і судово-правового життя римського суспільства. На думку багатьох західних вчених, мілітаризація суспільства в Стародавньому Римі, особливо — раннього періоду, була всеохопною і виражалася набагато сильніше, навіть у порівнянні з Спартою. Недарма римський термін «центурія» (лат. centuria — «сотня») означав одночасно і вибірково-територіальну одиницю і військову організаційну одиницю. Солдати і офіцери були для Риму всім: зовнішньополітичною збройною силою, силами забезпечення правопорядку, пожежниками, дрібними чиновниками, інженерами і будівельниками доріг, фортець, акведуків, тюремники і навіть доглядачами в школах і храмах! Армія, адміністрація і держава являють в Стародавньому Римі як би єдине ціле. Таким чином, вивчення давньоримської держави неможливе без докладного вивчення його армії — і навпаки.

## Військова організація етрусько-римської армії царського періоду
Розглядаючи найдавніший період римської історії, слід зазначити, що цей період переважно легендарний і яких-небудь достовірних відомостей про Рим стародавніх царів ми не маємо. Однак, як пише в своїй праці «Історія військового мистецтва в рамках політичної історії» Ганс Лельбрюк:
«Але стосовно розвитку римського державного права і військової справи серед римських любителів старовини жила традиція, яка контролювалася самої сучасністю, а тому ніколи не тонула у вигадках і, так би мовити, історично дисциплінувала навіть легенду».
Римська армія початку VI ст. до н.е. являла собою, ймовірно, типову етруську армію. Говорячи про цей період, історики вживають термін «етруської-римська армія». При першому етруському царі, Луцію Тарквінію Пріску, така армія складалася з трьох частин: етрусків, які формували фалангу на зразок давньогрецької, римлян і латинян, останні воліли воювати у вільному ладу і їх використовували на флангах. Потім, якщо вірити Лівію, цар Сервій Туллій, провів реформу армії, розділивши всіх жителів на центурії за чотирма розрядами (в залежності від рівня спорядження), ввівши, таким чином, майновий ценз.
- Перший розряд, який складався з найзаможніших людей, формувався з 80 центурій. Ці воїни повинні були мати спорядження, властиве грецьким гоплітів — шолом, арголійський щит, поножі, панцир-лорику, спис і меч. Отже, ці 80 центурій мали становити фалангу. Першому розряду було додано дві центурії зброярів і будівельників.
- Другий тип складався з 20 центурій. Озброювалися вони також, як і перший, але не мали панцира, а захищалися тільки поножами, шоломом і великим щитом — знаменитим згодом скутумом.
- Третій розряд мав таке ж спорядження, як і другого, за винятком поножів. Можливо, що ці загони воювали вже по італійській системі.
- Четвертий розряд становили 20 центурій легкої піхоти — списоносців і метальників дротиків.
- П'ятий розряд — 30 центурій пращників і застрільників. До п'ятого ж розряду приписували дві особливі центурії: корніценів (cornicines) і тубіценів (tubicines)[1].

Коли виникала необхідність у скликанні армії, кожна Центурія виставляла ту кількість людей, яке було необхідно відповідно до розмірів армії. Бідніше населення було звільнено від військової служби. Армія поділялася на дві частини, що служили відповідно до віку. Ветерани, воїни 45-60 років, складали гарнізони, як у Греції, а наймолодші брали участь у воєнних кампаніях. Від військової служби звільнялися тільки ті особи, які брали участь у 20 військових походах при службі в піхоті або у 10 походах — при службі у кінноті. Ухилення від військової служби каралося дуже суворо, аж до продажу в рабство.

## Римський легіон періоду ранньої республіки

Щит римського легіонера

З кін. VI ст. до н. е., у ранній республіці, головнокомандуючими римського війська щорічно вибиралися два воєначальники — претори (від лат. praeire — «йти попереду»). Всі римські громадяни від 17 до 45 (46) років вважалися військовозобов'язаними і входили до складу легіону. Легіон (від лат. legere — «вибирати», «збирати») спочатку означав все римське військо.
Ранньореспубліканський легіон нараховував 4200 чоловік піхоти і 300 вершників. Військо це ще не було професійним. Воїн призивався до армії тільки в разі потреби. При припиненні бойових дій армія розпускалася. Воїну самому належало забезпечувати себе спорядженням, що призводило до великої різноманітності в обладунках і зброї.
Пізніше стали робити зусилля з введення одноманітного озброєння і захисту. Запроваджувалася нова градація римського легіону на розряди не тільки на основі майнового цензу, але і на основі різних вікових категорій. Наймолодшим і найбіднішим воїнам пропонувалося мати на озброєнні меч, по 6 дротиків, лук з запасом стріл і пращі для метання каменів. Така легка піхота отримала назву «веліти» (лат. velites). Ці воїни обладунків взагалі не мали, захищалися лише шоломом і легким щитом і використовувалися як застрільники. Спочатку веліти набиралися окремо від легіону і в його стройові лави не входили.
Наступна за віком та майновим станом група воїнів мала назву гастатів (лат. hastati від hasta — «спис»),  — «списоносцями». Вони мали на озброєнні меч, важкі (гасти) і легкі метальні (пілуми) списи і повне захисне озброєння. Третя група «найбільш квітучого віку» — принципи (лат. principes), були озброєні також, як і гастати, але були вже досвідченими бійцями і в бою розташовувалися за рядами гастатов, щоб мати можливість прийти до тих на допомогу через проміжки в строю.
Найстарші та найдосвідченіші в боях ветерани іменувалися тріаріями — (лат. triarii) — мали замість пілумів довгі списи. У бою вони шикувалися за принципами і являли собою останній резерв легіону. Вислів «справа дійшла до тріаріїв» з тих часів став крилатим.
Велика увага приділялася римлянами підбору та підготовки командного складу. Вищий командний склад був представлений шістьма військовими трибунами — командирами триб. Триба — аналог грецької філи, також двоїста адміністративно-військова одиниця, що містить у собі чотири центурії. Трибуни обиралися народними зборами як з числа патриціїв, так і з числа плебеїв. Центурією командував центуріон (сотник), який призначався з числа найбільш відзначилися воїнів. Центуріон мав дисциплінарну владу у своїй центурії і мав великий авторитет.
Таким чином, можна зробити висновок, що в свій початковий період легіон був одночасно і організаційною — і тактичною, а на думку Ганса Лельбрюка, ще й військово-адміністративною армійською одиницею. Однак з часом, завдяки успішним завоюванням, Риму вже бракує одного легіону для захисту своїх володінь. Число легіонів невблаганно зростає. Із захопленням все нових територій посилюється боротьба між старими патриціанськими родами і плебеями. У 367 р. до н. е. були прийняті закони Ліцинія і Секстія про скасування посад військових преторів, замість них повинні були обиратися два консули, у тому числі один з плебеїв (посада претора була закріплена за магістрами другого розряду, підпорядковувався консулам і відав переважно, міським правосуддям). У звичайних умовах в розпорядженні у кожного консула було по два легіони.

## Військова організація армії Стародавнього Риму після реформи Камілла

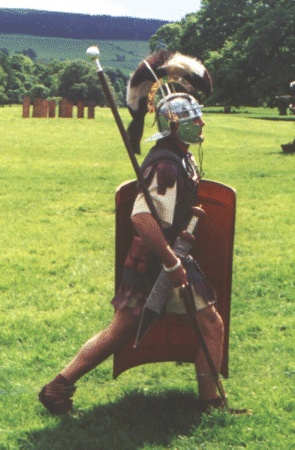
Опціон

У другій половині IV ст. до н. е. політичні перемоги плебеїв призвели до значного розширення контингентів, з яких комплектувалася армія. Військова реформа стала неминучою. Такий реформою стала реформа Камілла. Воїнам було встановлено платню, в рахунок якої видавалося обмундирування, озброєння та продовольство. Це урівнювало становище заможних і незаможних воїнів, що послужило поштовхом для введення одноманітного озброєння. Одноманітне озброєння, у свою чергу, дало можливість реорганізувати легіон, зробивши його одноріднішим і функціональнішим. З'явилася нова основна армійська організаційно-тактична одиниця — маніпула (від лат. manipulus — «жменя»). Кожен легіон був розділений на 10 маніпул, маніпула складалася з 120 тяжкоозброєних легіонерів і поділялася на дві центурії. Центуріон першої центурії був одночасно і командиром маніпули. Тактична побудова шеренг в маніпулі за трьома рядами — гастати, принципи, тріарії — залишалась, однак тепер легіон став маневренішим в бою і міг дробитися по фронту, зберігаючи при цьому лад. Легіон був вищою, а маніпула — нижчою тактичною одиницею. Таким чином, структура римської армії залишалося заснованою на спільному організаційно-тактичному діленні.
Вся римська армія складалася в цей період з двох вищезазначених консульських армій по два легіони кожна. Іноді армії об'єднувалися. Тоді протягом одного дня один із консулів командував усіма чотирма легіонами, а наступного дня — інший.
Посилювалася римська армія так званими «союзниками» — військами підкорених італіків, що не мали римського громадянства. Союзники зобов'язані були виставляти допоміжну збройну силу. Зазвичай на один римський легіон союзники виставляли 5000 чоловік піхоти і 900 вершників, які утримувалися своїм коштом. Союзницькі війська шикувалися на флангах римських легіонів підрозділами по 500 осіб, такі підрозділи отримали назву «когорта» (від лат. cohors — «почет»). Підпорядковувалися когорти римському вищому командуванню, склад молодших командирів визначали самі союзники.

## Легіон після переходу до маніпулярної фаланги

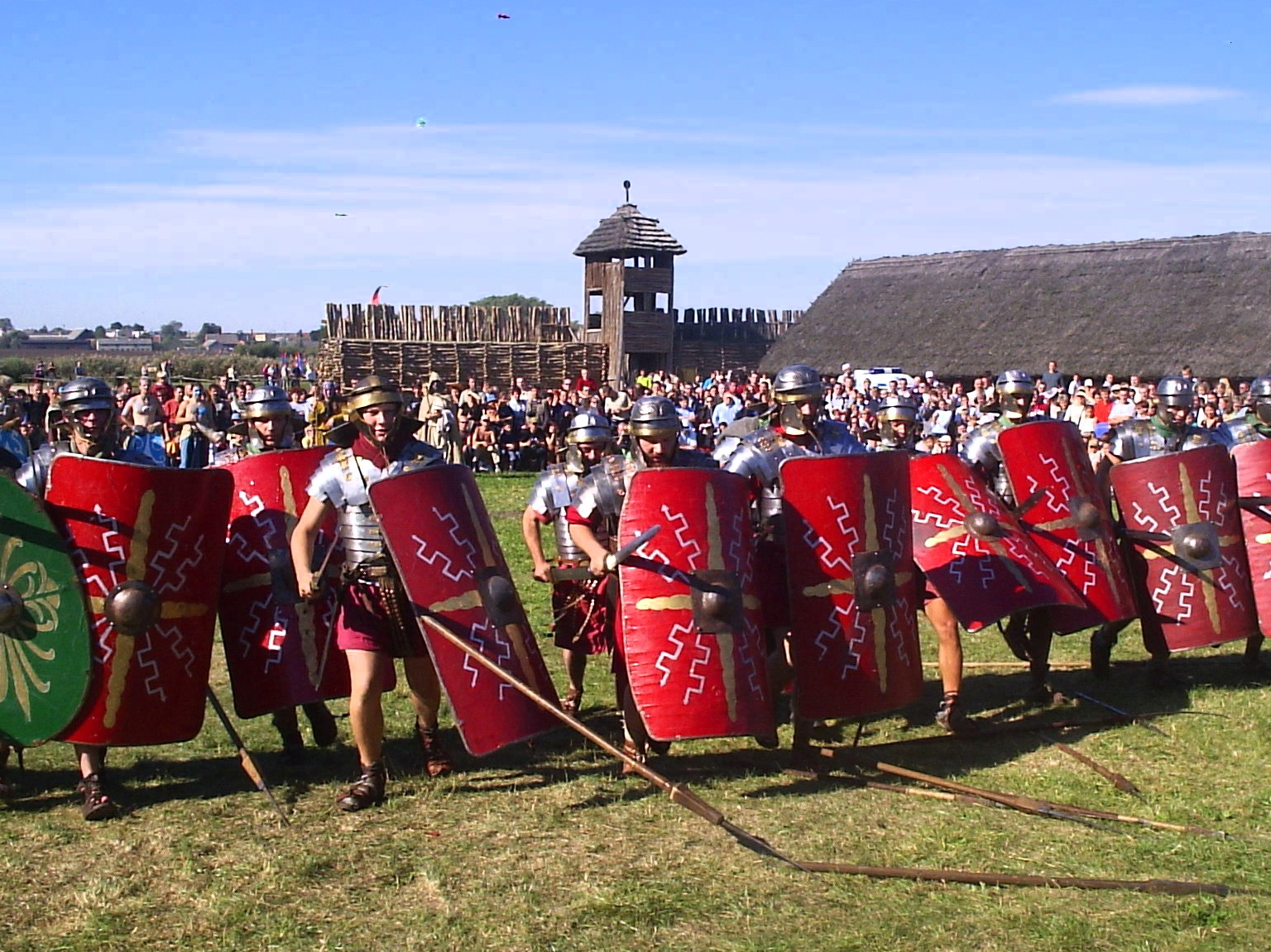
Римський легіон а атаці. Реконструкція

У першій половині III ст. до н. е. відбулася нова реорганізація римської армії. Перш за все було введено одноманітне комплектування та озброєння маніпули. Якщо раніше кожна маніпула складалася з гастатів, принципів і тріаріїв, то тепер її комплектували тільки одним з цих видів піхоти. Маніпули перестали бути змішаними і стали спеціалізованими. Крім того число маніпул в легіоні зросло з 10 до 30. Тепер легіон складався з 30 маніпул (по 10 у гастатів, принципів і тріаріїв відповідно). У перших двох груп будова була однаковою — по 120 чоловік важкої піхоти і 40 велитів. У тріаріїв число піхоти в маніпулі становила 60 осіб важкої піхоти і 40 велитів. Кожна маніпула складалася з двох центурій, однак вони самостійного значення не мали, бо самої малої тактичною одиницею залишалася маніпула.
Триста вершників легіону були розділені на десять турм, по 30 чоловік у кожній. Озброєні вершники були за грецьким зразком: обладунок, круглий щит і спис. У кожній кавалерійської турмі було по три декуріони — «десятника» і троє відібраних замикаючих — опціонів (лат. optiones). Командував турмою перший з декуріонів. Декуріонів, як і сотників, вибирали трибуни.
Всього в легіоні таким чином налічувалося 4500 чоловік, у тому числі 1200 велитів і 300 вершників.

### Управління військами
Велика увага стала приділятися питанням управління військами та організації тилу. До складу війська стали включати одну центурію писарів і трубачів, а також два центурії ковалів і теслярів, парки облогових машин і центурії інженерів.

### Набір у римську армію

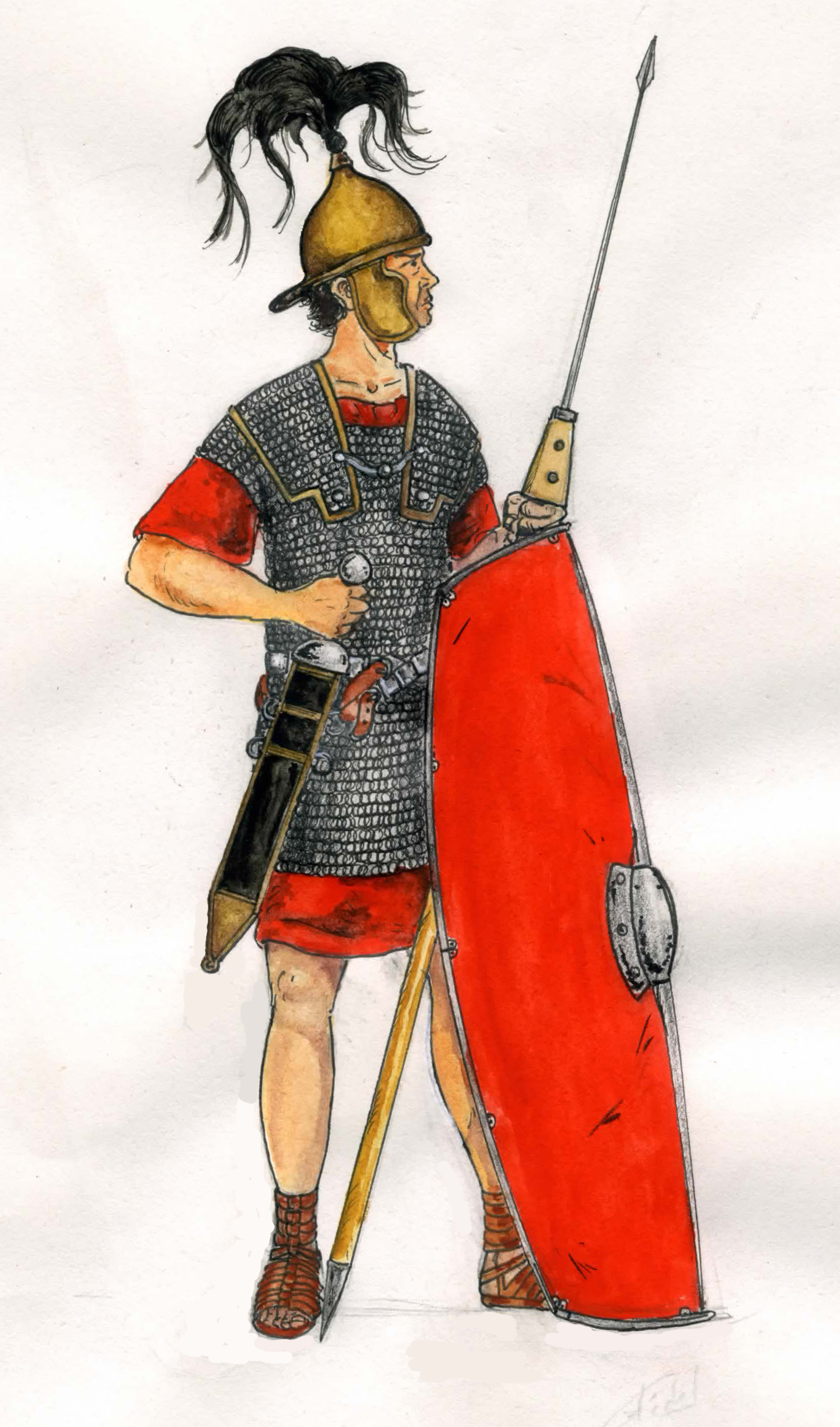
Римський легіонер

Набір до римської армії виглядав так: на початку кожного року обиралися два головні військові магістрати — консули. Вибрані консули призначали 24 військових трибунів. Десять з них були старшими, їх термін служби повинен був становити не менш як десять років. Решта 14 повинні були прослужити не менше п'яти років. Перші два з обраних старших трибунів призначалися в перший легіон, наступні три — у другий, наступні два — в третій і наступні три — у четвертий. За таким же принципом призначали і молодших трибунів: перші чотири — у першій легіон, наступні три — у другій — і т. д. У результаті в кожному з легіонів було по шість трибунів.
Як і в греків, служба в армії вважалася в Стародавньому Римі почесною і була недоступна людям малозабезпеченим. Щороку в призначений день всі громадяни, що можуть нести службу, збиралися в Капітолії. Там їх розділяли згідно з майновим цензом. Найбідніших відправляли служити на флот. Наступну групу приписували до піхоти, найбагатіші вирушали в кінноту. Необхідні туди 1200 осіб на всі чотири легіони цензори вибирали ще до початку основної призовної кампанії. До кожного легіону приписувалося по триста вершників.
Якщо вірити Полібію, тих, кого відбирали для служби в пішому війську, ділили по трибах. З кожної триби відбирали чотирьох людей приблизно одного віку і статури, яких і представляли перед трибунами. Першим вибирав трибун першого легіону, потім другому і третьому, четвертому легіону діставалися ті, що залишилися. У наступній групі з чотирьох новобранців першим вибирав солдата трибун другого легіону, а перший легіон забирав собі останнього. Процедура тривала, доки не набиралося 4 200 чоловік для кожного легіону (проблематично відібрати всіх 16 800 людей таким способом, але залишимо це на совісті Полібія).
Набір завершувався і новачки складали присягу. Трибуни вибирали одну людину, яка повинна була виступати вперед і заприсягтися коритися своїм командирам і в міру своїх сил виконувати їх накази. Потім всі інші робили крок вперед і клялися робити так, як і він («Idem in me»). Потім трибуни вказували місце і дату збору для кожного легіону так, щоб всі виявилися розподілені до своїх загонів.
Поки проходив набір рекрутів, консули відправляли накази союзникам, вказуючи потрібну від них кількість війська, а також день і місце зустрічі. Місцеві магістрати набирали рекрутів і проводили їх до присяги — так само як і в Римі. Потім вони призначали командира і скарбника і давали наказ виступати.
Після прибуття в призначене місце новобранців знову ділили на групи відповідно за їх багатством і віком. Наймолодших і бідних відправляли у веліти. Із позосталих, котрі молодші, набирали гастатів. Ті, що знаходилися в повному розквіті сил ставали принципами. Старші за віком ветерани минулих кампаній ставали тріаріями, їх ще називали пілами (pili, однина pilus). В одному легіоні не могло бути більше ніж 600 тріаріїв.
Потім з кожного виду війська (за винятком велітів) трибуни вибирали десятьох центуріонів, які, у свою чергу, відбирали ще десять чоловік, що теж іменувалися центуріонами. Вибраний трибунами центуріон був старшим. Найперший центуріон легіону (приміпіл) мав право брати участь у військовій раді разом з трибунами. Вибирали сотників, виходячи з їх стійкості та відваги. Кожен центуріон призначав собі помічника (опціона).

Римські вершники

Трибуни і центуріони ділили кожен вид війська (гастатів, принципів і тріаріїв) на десять загонів — маніпул. Першою маніпулою тріаріїв командував приміпіл — перший центуріон.
Як вже говорилося вище, союзники також формували загони в 4-5 тис. чоловік і 900 вершників. Такі союзницькі «легіони» називалися — ала (від лат. ala — «крило»), тому що під час бою розташовувалися на крилах римської армії. До кожного з легіонів приписувалося по одній такій алі. Таким чином, під словом «легіон» для цього періоду слід розуміти бойову одиницю з приблизно 10000 піших воїнів і близько 1200 вершників.
Третина найкращої кінноти союзників і п'ята частина їх найкращих піхотинців відбиралися для того, щоб утворити особливу бойову одиницю — екстраординаріїв (лат. extraordinarii). Вони були ударною силою для особливих доручень і повинні були прикривати легіон на марші. Внутрішня організація війська союзників на цей період в джерелах не описана, але, найімовірніше, вона була подібна до римської, особливо у латинських союзників.
З часів тривалої облоги Веїв на початку IV ст. до н. е. легіонерам почали платити. Римський піхотинець отримував дві монети в день, сотник — удвічі більше, вершник — шість оболів. Римський піхотинець отримував забезпечення у вигляді 35 лібр зерна на місяць, вершник — 100 л. пшениці і 350 л. ячменю (з огляду на прогодування коня і конюха). Фіксована плата за ці продукти віднімалася квестором з платні як пішого, так і кінного воїна. Відрахування робилися також за одяг і елементи екіпірування, що потребують заміни.
Піхота союзників теж отримувала 35 л. зерна на людину, а вершникам діставалося всього 70 л. пшениці і 250 л. ячменю. Однак ці продукти були для союзників безкоштовними.
Таким чином, легіон зі своєю важкою піхотою, кіннотою, додатковою кіннотою союзників, легкою піхотою, облоговими знаряддями і саперами (інженерами) складався зі всіх родів сухопутних військ і був хоча й громіздкою, проте самодостатньою армійською одиницею.

## Військова реформа Марія і її вплив на організацію римської армії

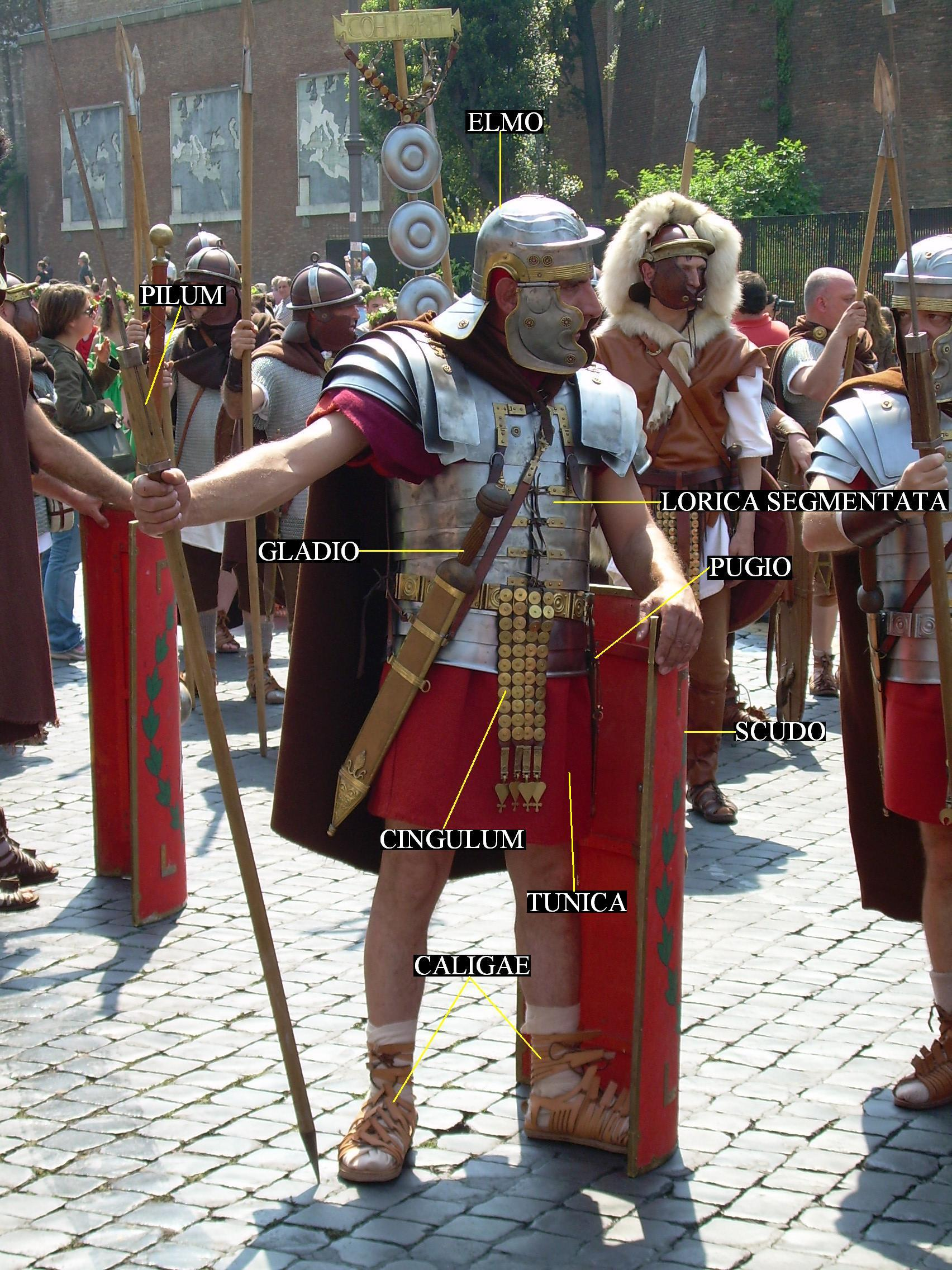
Екіпіровка римського воїна

Ось у такому вигляді римські легіони вступили в період великих воєн. Італія, Сардинія, Сицилія, Іспанія, нарешті, Африка, Греція та Азія зазнали «маніпул римських тупоту мирного». Число легіонів починає стрімко рости.
Проте вже в період 2-ї Пунічної війни стає очевидним, що військова система Риму далека від ідеалу. Попри те, що військова служба оплачувалася, платня переважно йшла на поточні витрати. Головним джерелом доходів для себе римський громадянин як і раніше бачив селянське господарство або торгівлю. А тому не дивно, що воїни зовсім не прагнули служити довше. Чим далі просувався театр військових дій, чим довше тривали походи (а це траплялося все частіше і частіше), тим важче було набрати рекрутів.
Ті ж, хто потрапляв в армію, з нетерпінням чекали звільнення. До кінця II століття до н. е. Рим виявився втягнутим у тривалу війну з нумідійцями. Війна ця була настільки непопулярна, що набрати поповнення в легіони стало практично неможливо. У 107 р. до н. е. консулом був обраний Марій, який зосередив усю свою увагу на зміцненні римської армії. Він надав доступ в легіони всім добровольцям, які мають римське громадянство, попри їх майновий стан. У легіони хлинули бідняки. Ці люди зовсім не прагнули позбутися скоріше від служби — навпаки, вони були готові служити все життя. Чимало людей могла вже зробити кар'єру від простого солдата до центуріона. Волонтери пов'язували своє життя з долею своїх командирів, основним джерелом доходів для них була не плата, а військова здобич. У людей, які присвятили своє життя армії, не було господарства, до якого вони могли б повернутися після служби, вони могли лише розраховувати на те, що коли вони стануть ветеранами, після 16 років служби, за звільнення полководець забезпечить їх наділом землі. Таким чином, відміна майнового цензу заклала основи створення професійної римської армії, надзвичайно зросла роль полководця.
При старій системі набору легіони формувалися заново при кожній кампанії і тому їм бракувало почуття згуртованості. З часів Марія це положення змінилося. Кожен легіон отримав свій прапор. Знаменитий римський орел — аквіла, на багато століть став символом перемоги і могутності.
Приблизно в цей же час докорінно змінилося устрій легіону. Ще у Другій Пунічній війні при формуванні легіонів через брак живої сили відмовилися від вікового принципу поділу на гастатів, принципів і тріаріїв. Тепер всі солдати стали озброюватися гладіусом і пілумом і захищатися одним типом обладунків. Назви «гастат», «принцип» і «тріарій» збереглися лише для позначення центуріонських посад і черговості введення піхоти в бій (тактика поступового введення солдатів у бій збереглася, проте шикуватися легіон міг вже в один, два, три, а то й чотири ряди). Маніпули дедалі більше втрачали своє колишнє тактичне значення, їх було збільшено до 120 чоловік і об'єднано в когорти, по три маніпули в кожній. Тактичною одиницею стала когорта. Таким чином, легіон став складатися не з тридцяти маніпул, а з десяти когорт. Поділ на центурії зберігся, як і чин центуріона, і в таборах і в фортецях солдати як і раніше розташовувалися по центуріях.

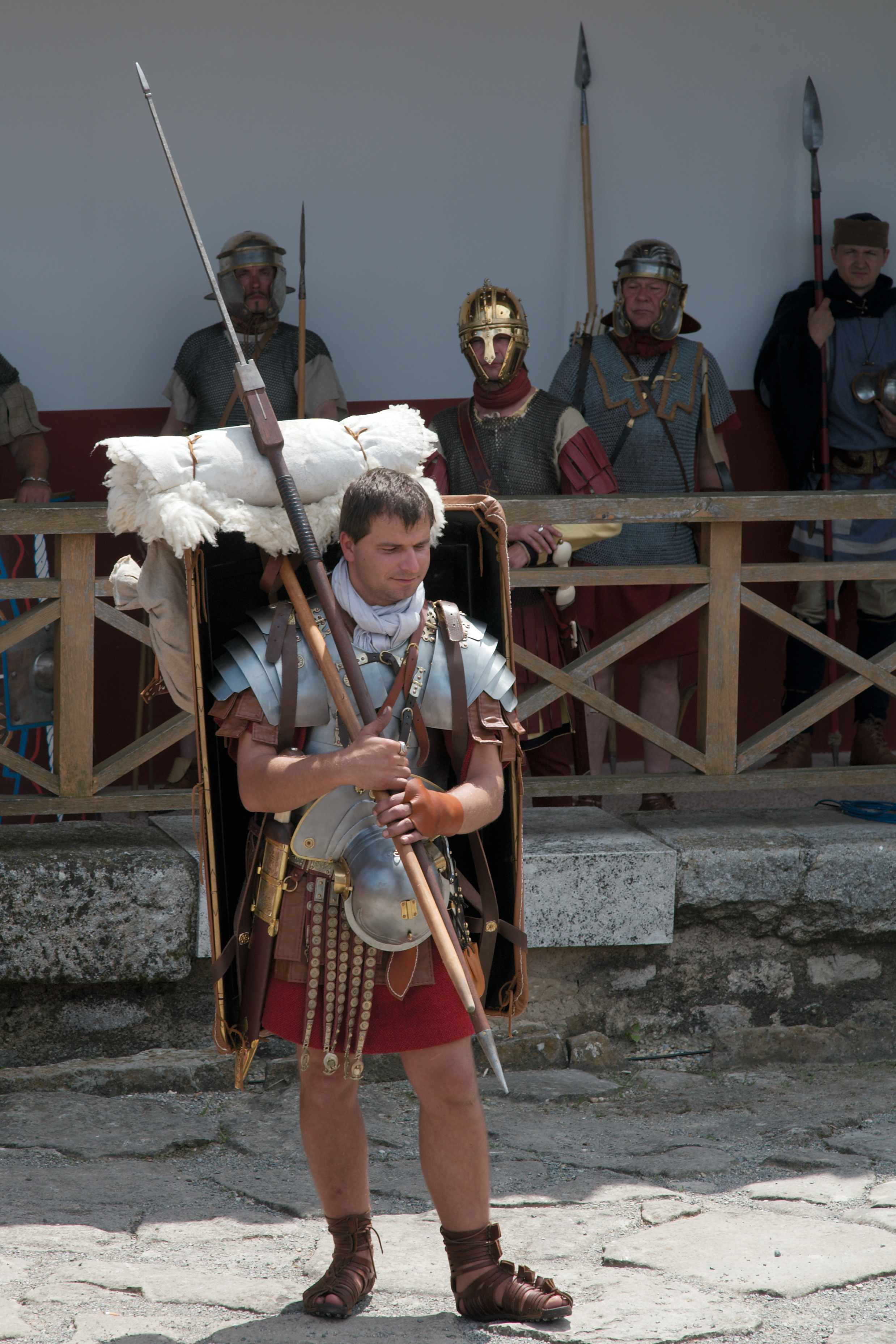
Легіонер з амуніцією

Після війни за громадянські права всі італіки, що жили на південь від річки По отримали римське громадянство. Для військової організації це означало, що всі відмінності між римськими і союзними легіонами ліквідовувалися. Відтепер легіон стає саме легіоном, і вже не має у своєму складі рівного числа солдатів з міст-союзників Риму.
Тенденція до ліквідації розходжень всередині легіону, а також між легіоном й алами (легіоном союзників) була підтримана скасуванням легкоозброєних застрільників (велітів) і легіони кінноти, яка тепер входила до складу легіону. Тепер легіон хоч і став досконалішою бойовою силою, іноді йому була потрібна підтримка інших родів військ.
З'явилися «ауксилії» або «ауксили» — допоміжні війська, які не були ні римськими, ні союзними. З часів війни з Ганнібалом римляни, наслідуючи його, починають використовувати військових фахівців з усього Середземномор'я: критських лучників, балеарських пращників. Іспанія поставляла і кінноту, і піхоту, переважно важку. Після завоювання Нумідії з'явилися ауксилії нумідійської легкої кінноти. Римлянам тепер потрібні великі загони кавалерії для підтримки легіонів і професійні легкі піхотинці для розладу ворожих порядків і бою на пересіченій місцевості.
До Марія армію старого зразка завжди супроводжувала довга валка возів. Обози являли собою легку здобич для противника і сильно сповільнювали просування військ. Марій змусив тягти легіонерів всі необхідні припаси і спорядження на собі, за що солдати отримали прізвисько «марієві мули». Обози не були ліквідовані, але сильно скоротилися і стали організованішими.

## Пізньореспубліканський римський легіон епохи Цезаря

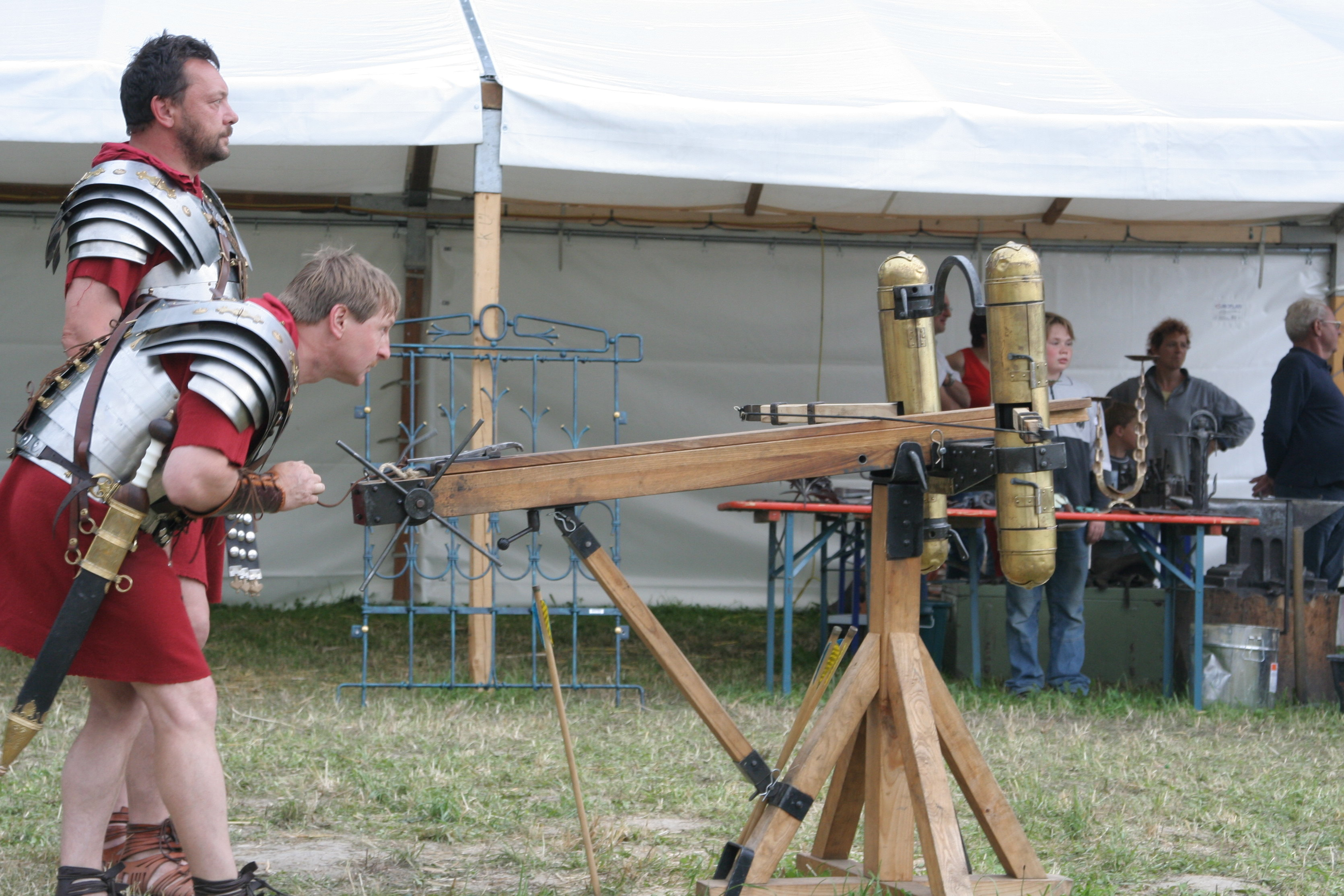
Баліста

Остаточне перетворення римської армії в професійну відбулося в середині I ст. до н. е. при Помпеї і Цезарі. Цезар організовував набрані ним легіони на нових засадах. Чисельність легіону тепер коливалася від 3000 до 4500 осіб. Кожен легіон повинен був мати свою кавалерію. До складу кожного легіону включалося 55 баліст, що метали важкі стріли, і 10 онагрів і катапульт для метання каменів. «Артилерійський парк» легіону помітно посилився. Обоз легіону знову виріс до 500 мулів і возив тепер облогове спорядження, табірні речі й начиння. Цезар використав гальські та германські кінноти, застосовуючи тактику спільного битви кавалерії і легкої піхоти. Всього ж союзницької кавалерії галлів і германців в армії Цезаря було 4000 — 5000 вершників. З часів ж Цезаря назву «ала», що позначало раніше союзницький легіон, закріпилося за загонами кінноти (згодом — так називалися тільки кавалерійські загони неітальських союзників чисельністю 500—1000 вершників).
Легіоном як і раніше командували шість трибунів, однак ця посада втратила своє колишнє значення. Якщо раніше її займали зазвичай люди похилого віку, такі, як колишні консули, то тепер, як правило, посада трибуна надавалася молодим людям, які розраховували ввійти в Сенат або просто хотіли спробувати себе у військовій справі. До сенату щорічно обиралися лише двадцять квесторів (лат. quaestor — «дослідник»), з людей не молодше тридцяти років. Іншим вершникам залишалося задовольнятися посадами офіцерів в римській армії. Термін служби офіцерів був необмежений. Над трибунами стояли префекти (лат. praefectus — «начальник, командувач») — вищі посадові особи армії і флоту. У легіоні префекти могли командувати кавалерією (praefectus equitus), саперами (praefectus fabrum), табором легіону (praefectus castorum). Загальним для посади префекта було те, що вони займали свою посаду поодинці (а не попарно, як трибуни і консули), посада їх була більш-менш постійною і призначалися вони особисто зверхником. Вищу посаду в легіоні займав легат (лат. legatus — «обраний»). Легатами призначали звичайно сенаторів, що у пізньому республіці означало, що він повинен був раніше відслужити принаймні на посаді квестора. Легати Помпея і Цезаря являли собою згуртовану групу досвідчених воїнів, хоча іноді, з політичних міркувань, легатами, як і трибунами, призначали не цілком підходящих людей. Легати були правою рукою головнокомандуючого, його найближчими помічниками. Цезар часто доручав своїм легатам командувати то легіоном, то декількома легіонами, то допоміжної кіннотою, то окремим підрозділом на особливо відповідальній ділянці. Але зазвичай легати були нерозривно пов'язані з якимось одним легіоном.
З'явився штаб полководця, який став своєрідною школою підготовки майбутніх воєначальників. Штаб складався з легатів, трибунів і префектів. До штабу прикомандировуються молоді добровольці, які виконують обов'язки ад'ютантів. Малася особиста охорона полководця. З найдавніших часів при консулі складалися дванадцять лікторів — виконували обов'язки його особистої варти. Ліктори носили зв'язки різок з сокирами всередині фасції (лат. fasces)), на знак того, що консул має владу карати римських громадян, аж до страти. Однак стало очевидним, що для полководця під час ведення військових дій такої охорони недостатньо. Так з'явилися екстраординарії (лат. extraordinarii) — консульська варта.
Ще в 133 р. до н. е. Сціпіон Африканський набрав собі особисту гвардію з 500 добірних бійців. Вони стали знані як преторіанська когорта (від «преторій» — головна площа табору, де розбивався намет полководця). До кінця республіки вже у всіх воєначальників була своя преторіанська когорта.

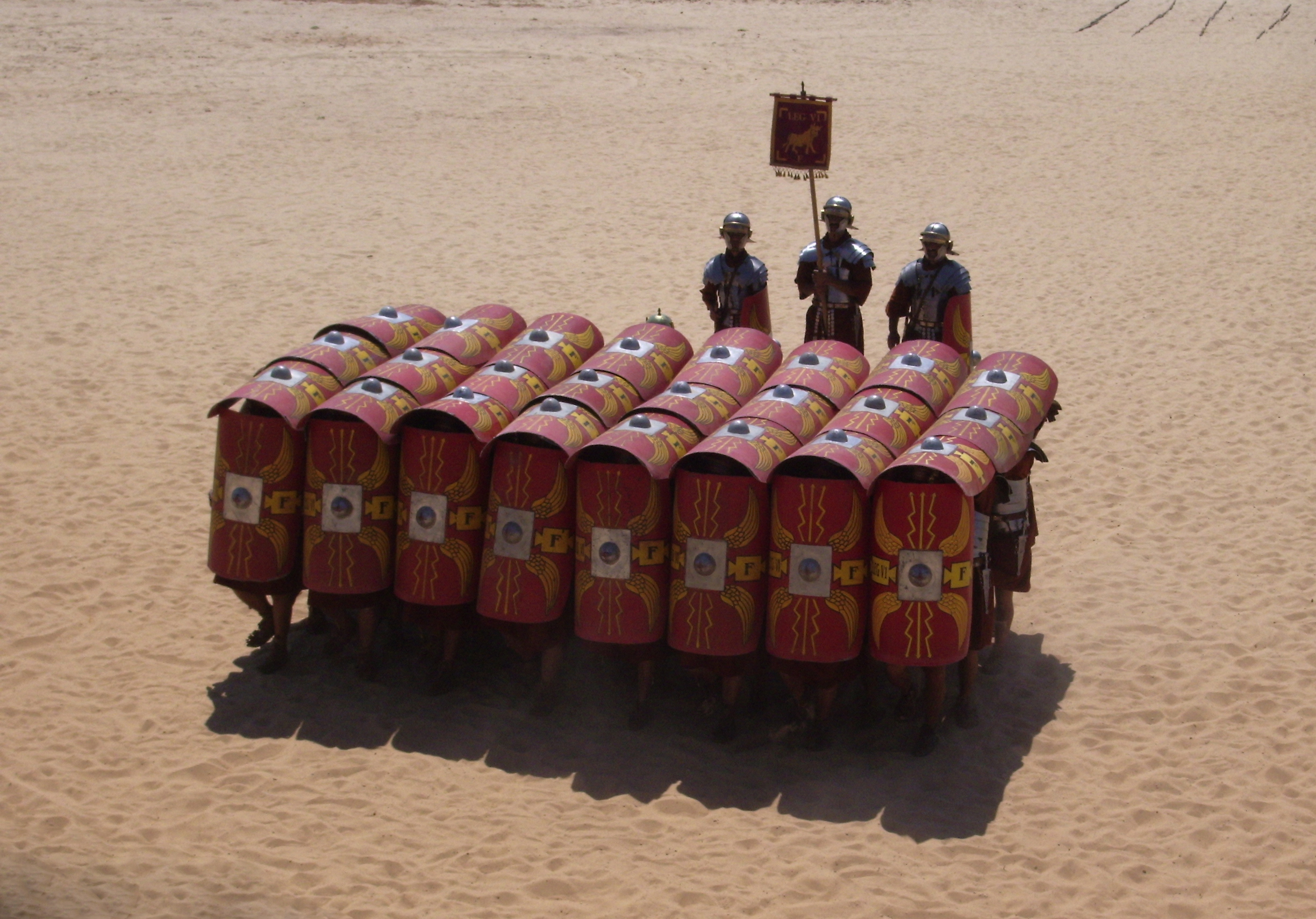
Бойовий порядок Черепаха

Переважна більшість командного складу в легіоні складали, як і раніше, центуріони, командувачі центуріях. Перший командир центурії командував маніпулою. Когортою командував сотник центурії тріаріїв. Шість сотників першої когорти кожного легіону могли брати участь у засіданнях військової ради.
Консули, з часів царів все ще успадкували посади головнокомандувачів. Одноосібного командування армією Римська Республіка не знала. Мало того, навіть у Пунічні війни, перед обличчям нашестя Ганнібала, римські консули продовжують щорічно змінюватися. Проте на додаток до військ, які набирали нові консули або отримували від своїх попередників, були й інші частини, під командуванням колишніх консулів або преторів, яким було додано додаткові повноваження, внаслідок чого вони піднімалися до рангу проконсулів і пропреторів. Це розширення повноважень вищих армійських чинів виявилося найпростішим способом призначення намісників в провінції, які Рим все продовжував набувати. Оскільки театри військових дій все далі відходили від самого Риму, проконсулам часто доводилося битися поодинці, не маючи при собі колеги, який би міг його стримувати. Цезар спочатку і був одним з таких проконсулів. Він зі своїми легіонами протягом десяти років утримував три гальські провінції і новозавойовані території, а потім повернув легіони, які на той час уже остаточно стали його «власними», і вирушив походом на Рим. Так під ударом ветеранів галльських воєн впала Римська Республіка. Почалася епоха Принципату, епоха Римської Імперії.

## Римська армія епохи пізньої імперії
Класична римська армія, яка формувалася протягом століть, набула найупізнаванішого вигляду в І-ІІ ст н. е. , з роками зазнала тенденції провінціалізації та варваризації. Ще до утворення імперії до війська охоче набиралися допоміжні та союзні частини — ауксилії, що формувалися з тих, хто не мав громадянства Риму. Однак, під час кризи ІІІ ст. та періоду домінату частка і роль цих військ зросла, враховуючи ще едикт Каракалли 212 року, який наділив громадянством усіх вільних людей імперії.

### Реформи Діоклетіана і Костянтина
З часів Діоклетіана (284-305) розпочалася нова епоха римської історії — період пізньої імперії (284-476). Імператор передусім приділив увагу посиленню політичної та військової могутності імперії, зокрема реформі армії. До цього легіони розташовувались в окремих провінціях, тому в разі потреби їх було складно перевести на інший кордон. З часів Діоклетіана встановився поділ військ на дві основні категорії: прикордонні війська, що постійно перебували в певній прикордонній смузі, і мобільні частини, які можна було перекидати з одного кордону на інший. Для охорони кордонів (лімесу) існували прикордонники: лімітанеї (limitanei) і ріпаріенси (ripenses або riparienses). Лімітанеї служили гарнізонами в містах та фортах, ріпаріенси відповідали за оборону узбережжя і річок.
Легіони берегової оборони (legiones riparienses) були сформовані заново або переформовані зі старих частин, і за кількістю військовослужбовців (5500 чол.) майже не поступалися класичним імперським легіонам. Основні сили берегових частин дислокувались на Дунайському кордоні, у провінціях Moesia II та Scythia. Підрозділи та штаб I Італійського легіону знаходились у Novae та Sexaginta Prista, II Геркулієвого легіону (після 284) — у Troesmis та Axiupoli. Обидві частини мали особливу організаційну структуру: їхньою спеціалізацією була берегова оборона. Кожним легіоном командував praefectus legionis, а на чолі підрозділів, які займали виділені їм ділянки кордону, стояли префекти узбережжя (praefectus ripae). Префекту легіону підпорядковувалися 10 піхотних когорт. Когорти взаємодіяли з чотирнадцятьма допоміжними загонами вершників (cunei equitum), розкиданими від Sucidava до Appiaria, а також із флотилією легких річкових кораблів (musculorum Scythiorum et classis), база якої знаходилась у Платейпегіях. Фактично легіони берегової оборони (legiones riparienses) були оперативними з'єднаннями різнорідних сил, призначених для виконання комплексних бойових завдань у прибережній зоні. На думку деяких дослідників, наприкінці III — у першій третині IV ст. римське командування на Дунайському кордоні почало формувати «тисячні вексилляції», складені з когорт частин берегової оборони (riparienses). Організаційна структура і підготовка цих підрозділів найбільш відповідала поставленим перед ними завданням: успішному веденню бойових дій у прибережній зоні. Можливо, завдяки високому бойовому вишколу і оперативній рухливості «тисячні вексилляції» стали зразком при формуванні в першій третині IV ст. мобільних військ (comitatenses).
Мобільна армія — комітатенси або комітати (comitatenses) могла воювати без ризику залишити беззахисними кордони. Якщо мобільну армію очолював імператор до неї приєднувалися палацові війська — Палатини (Palatinae) і гвардійський кінний загін — схоли (Scholae). Насамперед було збільшено кількість армії. Лактанцій про це писав у творі «Про смерть переслідувачів»: «Він призначив навіть трьох співучасників свого правління, поділивши світ на чотири частини і збільшивши військо, бо кожен з них прагнув мати набагато більше воїнів, ніж було у минулих принцепсів, які керували державою одноосібно.» Загальна чисельність армії сягає близько 400 000 чоловік. Цікаві відомості про військо Імперії в період правління Діоклетіана призводить Іоанн Лідієць. Для сухопутної армії він дає цифру 389 704 чоловік, а для флоту 45 562 чоловік. Діоклетіан докладає багато сил для зміцнення лімесу і створення прикордонних військ. Іоанн Малала,: «Діоклетіан звів на лімесі форти, від Єгипту аж до перських кордонів, розмістивши в них солдат лімітанів і поставивши в провінціях дуксів, щоб вони з численними військами здійснювали охорону по цей бік від фортів.»

### Система логістики
Також з'являються спеціальні державні зброярні, що випускають зброю і обладунки залежно від спеціалізації. В епоху Принципату постачання армії зброєю і амуніцією відбувалося двома шляхами: велика частина озброєння виготовлялася в збройових майстерень, розташованих в місцях постійної дислокації частин, інша частина виготовлялася цивільними майстрами і надходила на військові склади при військових частинах. Завдяки тому, що більшість легіонів не змінювало своїх стоянок протягом перших двох століть Імперії, подібна система постачання була цілком ефективною.
Доказом того, що при легіонних таборах існували свої збройові майстерні, служить перелік збройових майстерень (fabricae), що міститься в Списку посад (Notitia Dignitatum, Or. 11 Oc. 9). Уважний аналіз цього переліку дозволяє зробити висновок, що, хоча збройові майстерні з'явилися за Діоклетіана, більшість, якщо не всі вони, перебували там, де колись були центри виробництва зброї. Найчастіше вони розміщувалися у великих міських центрах, що давали їм захист від можливих нападів ворога, а також забезпечували їх сировиною, робочою силою і, що було особливо важливо, засобами комунікації. Однак деякі з них перебували на місцях старих таборів легіонів, як, наприклад, три майстерні в Паннонії, розташовані в Аквінкумі, Карнунті і Лавріаку.
Чому виникла необхідність в реорганізації системи постачання зброєю, що проіснувала понад два століття? Як нам здається, було дві основні причини.
По-перше, в розгортання услід за смертю Александра Севера періоду військової анархії більшість частин почало рухатися, великі військові утворення, такі як легіони, зазнали роздроблення на ряд дрібніших (вексіляції), що діяли самостійно далеко від своїх таборів, чимало таборів і фортів були залишені, деякі тимчасово, інші назавжди. В умовах постійного пересування військові не мали можливості забезпечувати себе зброєю самі і могли розраховувати тільки на цивільне виробництво.
По-друге, подібна реорганізація була зумовлена збільшенням чисельності армії. Дрібні, що діяли самостійно, збройові майстерні (значна частина з яких повинна була вже зникнути до часу приходу Діоклетіана до влади) були не в змозі забезпечити зброєю величезну кількість новостворених військових частин. У нових умовах, для виконання наміченої Діоклетіаном завдання реставрації Pax Romana, зброя мала вироблятися швидко, у великих кількостях і, що було важливо для виснаженої економіки Імперії, зброя мала бути дешевою.
Саме тому Діоклетіаном була створена мережа збройових майстерень (fabricae), яка охопила всю Імперію. Основним документом, що підтверджує існування таких майстерень, є згадуваний вище список в Notitia Dignitatum, де перераховані не тільки власне майстерні, але також названий і вид військової продукції виробленої в кожній з них. Всього Notitia називає 20 збройових майстерень в західній частині Імперії і 15 в східній. Вони розташовувалися в тих провінціях, де було зосереджено велику кількість військ, тобто в прирейнській та придунайській областях і уздовж усього східного кордону.
Для кожної основної ділянки кордону було два центри з виробництва озброєння. Це наочно демонструє те, що виникнення збройних майстерень було стихійним, але є результатом навмисного планування. Найпоширенішими були майстерні з виробництва щитів (scutaria) і захисного озброєння (arma). Вони знаходилися як в східних, так і в західних провінціях. Майстерні, які виготовляли луки (arcuaria) і стріли (sagittaria), знаходилися в західних провінціях. Такий стан пояснюється, тим, що на Сході, який традиційно славився своїми лучниками, не було потреби в централізованій організації виробництва луків і стріл. Цей вид зброї виготовлявся місцевими майстрами відповідно до місцевих традицій. На заході ж таких традицій не існувало, тому центральний уряд і подбав про організацію там відповідних майстерень. Майстерні, які робили озброєння для клібанаріїв і катафрактаріїв, перебували здебільшого на сході Імперії (14 майстерень). У західній частині зафіксовано тільки три з них. Зброя в нових збройових майстерень виготовлялося відповідно до місцевих традицій, і майстерня, яка перебувала, наприклад, в якій-небудь східній провінції, могла виробляти лускаті обладунки, тоді як майстерня з західної провінції, продовжуючи елліністичні традиції, виготовляла кольчуги і панцирі. Невідомо, в яких обсягах випускалася зброя і як часто вона замінювалася.
За постачання зброї відповідав спочатку префект преторія, а потім магістр офіцій (magister officium). Обмундирування римського воїна складалося з трьох елементів: нижня сорочка (sticharium), туніка (chlamis) і плащ (pallium). За виробництво цього одягу для армії відповідали місцеві майстерні (Notitia Dig, Oc. 11, Or. 13). Існували майстерні для виготовлення вовняного одягу (gynaecea) і лляних тунік (lynifia).
Цей принцип військової організації, завершений імператором Костянтином, мав позитивні результати. До Діоклетіана військові частини зазвичай поповнювались добровольцями. Цей принцип залишився і в часи пізньої імперії, але разом з тим було запроваджено обов'язкове поповнення армії. Діоклетіан зобов'язав великих землевласників давати державі певну кількість рекрутів відповідно до кількості наявних в їхніх маєтках рабів і колонів. На військову службу за спеціальну винагороду приймалися загони варварів, які переходили під владу Римської імперії.

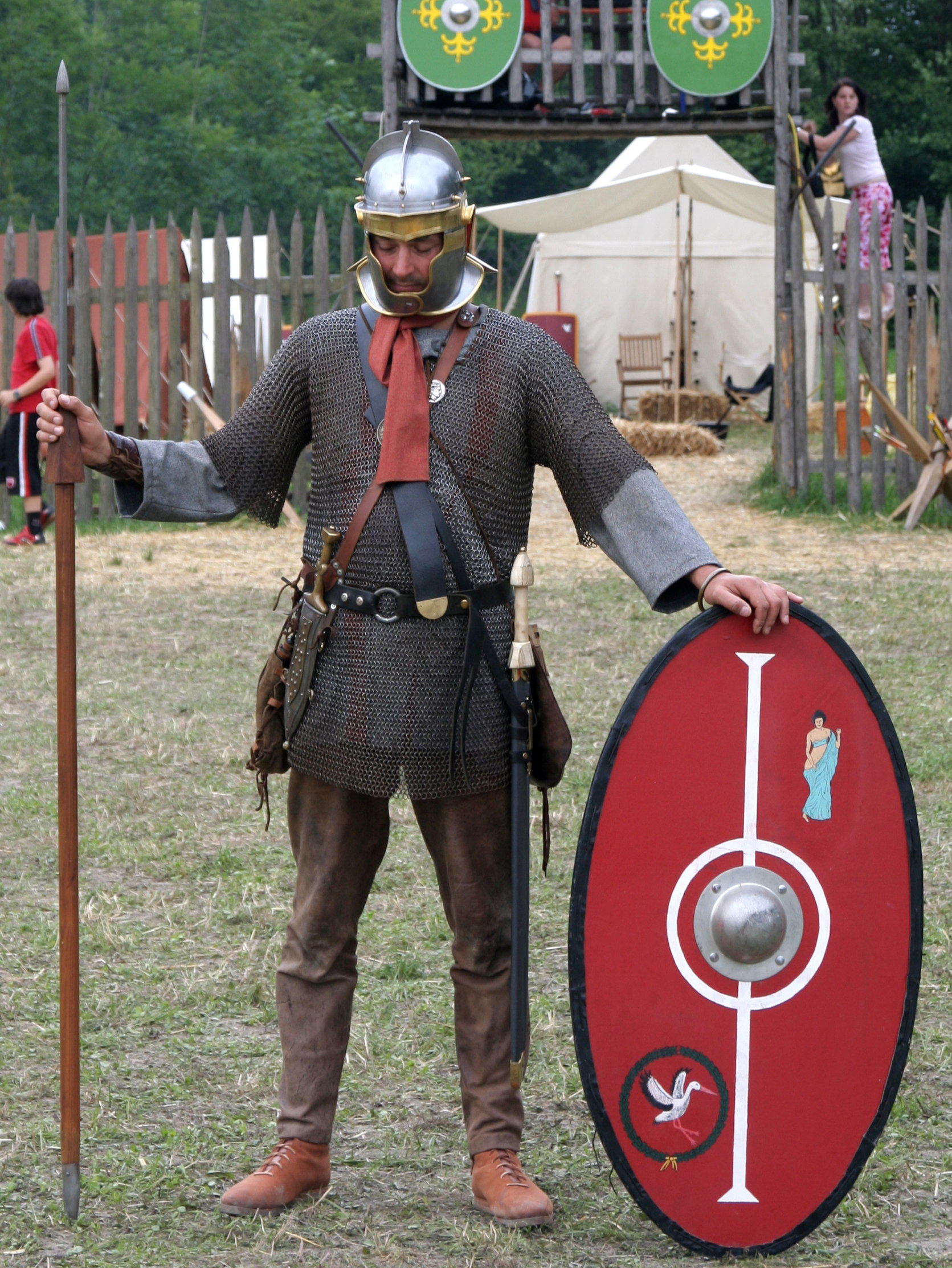
Типове озброєння римського солдата в кінці ІІІ століття н. е.

За доставку рекрутів відповідали куріальні прокуратори (procuratores tironum). Тільки великі землевласники могли виставити по одному і більше рекруту. Дрібніші землевласники групувалися в об'єднання, що називалися temones або capitula і спільно поставляли по одному рекруту. Села постачали зазвичай також по одному рекруту. У кожному об'єднанні землевласники були по черзі відповідальними за відправку рекрута. Такі відповідальні називалися capitularius або temonarius. Ця повинність, що іменувалися protostasia або prototypia, вважалася важким тягарем, від якого звільнялися привілейовані особи. Капітуларії мали право посилати на службу або колонів, що жили на їхніх землях, або купувати рекрутів у торговців, які спеціалізувалися на торгівлі подібного роду. Цілком природно, що вони відправляли на військову службу тих колонів, що меншою мірою корисні в їхньому господарстві. Такі воїни наврядчи відрізнялися високими бойовими якостями. Це стало однією з головних причин того, що уряд часто вдавався до залучення до військової служби варварів.
Є гіпотеза, що нові легіони мобільної армії, отримані подрібненням старих великих легіонів, складалися з двох когорт. Є гіпотеза С. Лазарева, що нові легіони могли бути утворені з першої найсильнішої когорти старих легіонів, якою командував трибун. Перша когорта, за словами Вегеція, налічувала 1150 осіб і яку ми згадували для римської армії пізнього принципату. Вона поділялася на 5 загонів різної чисельності в 400, 200, 150, 150 і 100 чоловік. Командували цими загонами 5 старших сотників — ординарії. Одночасно з цим існували 10 центурій, якими командували молодші центуріони — центенарії. Поділ по 150 чоловік в такій структурі не дуже зрозумілий. Над кожними 10 воїнами стояли десятники — декани. Командний склад давав додаткові 150 чоловік. Ці 5 загонів під командуванням ординаріїв цілком можуть іменуватися маніпула. Марцеллін, 21.13.9: «Не будучи впевнений в результаті справи з Юліаном, Констанцій, коли всі війська були стягнуті в один пункт, скликав все центурії, маніпули і когорти на збори.»

### Зміни в озброєнні
Змінилося як озброєння рядових воїнів, так і певні тактичні прийоми. До середини 3 ст. класичний вид імперського легіонера в лорика сегментата, галльському шоломі і з прямокутним скутумом залишився в минулому. Шоломи переважають сегментні, найпростіші шоломи з двох сегментів називаються гребеневими (половинки шолома з'єднуються по середині гребенем). Зокрема, замість розповсюдженого прямокутного щита скутум приходять на зміну простіші у виготовленні овальні (ауксиліум та кліпеус) та круглі (парма) щити. На зміну відомому короткому (клинок 50-60 см) мечу гладіус приходить на зміну довша (клинок 70-80 см) спата, наступник кельтських клинків і прообраз мечів раннього середньовіччя. До 4 століття повністю зникає широко опізнаваний обладунок лорика сегментата, залишаються різні варіації кольчужних та ламелярних обладунків.

## Військова музика

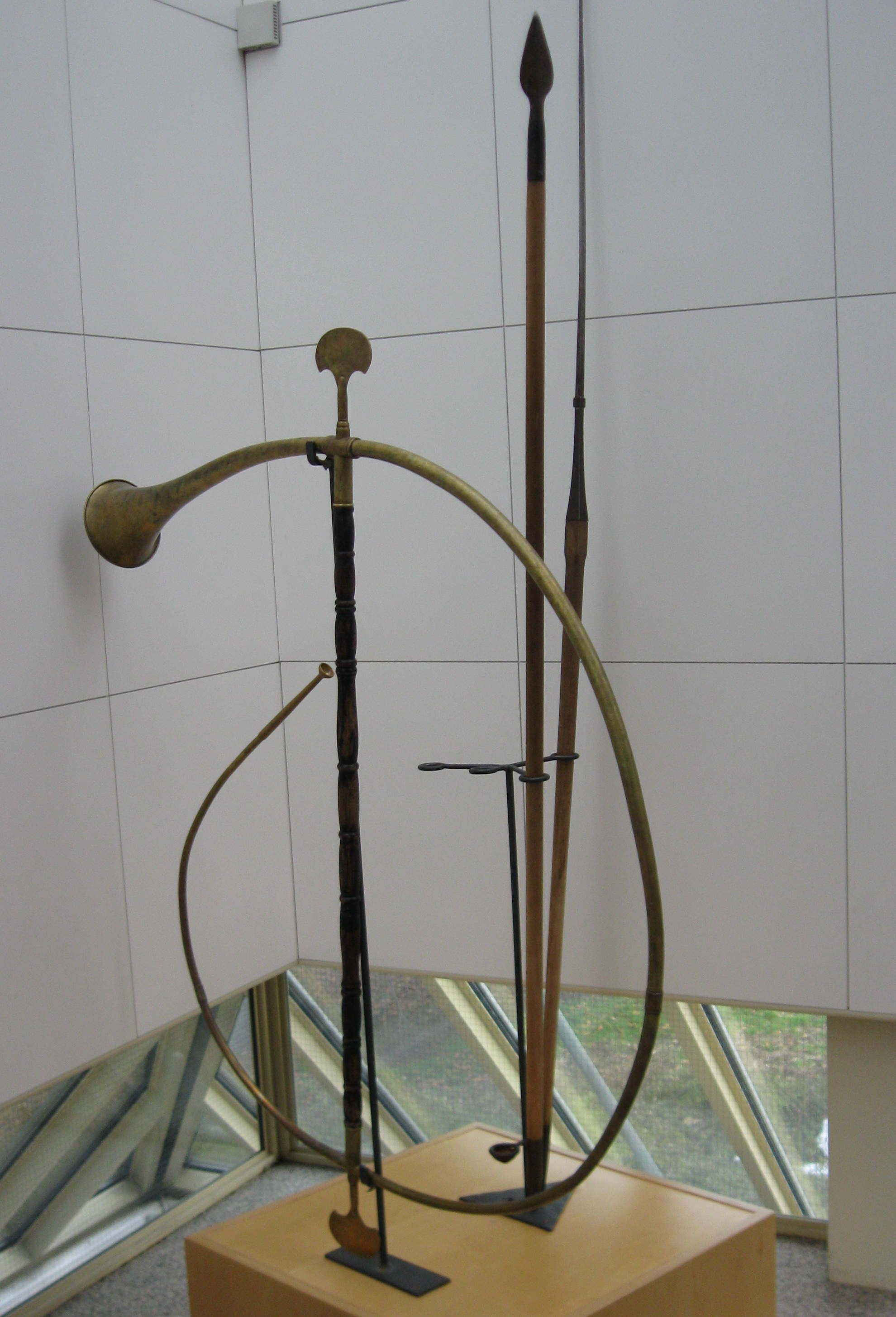
Корну в Музеї Лімесу в Алені

У римській армії використовували кілька видів труб — буцини, корну, туби, літууси. Окрім того, ударним інструментом були литаври.

## Висновки
Звертаючи свій погляд на історію римської республіканської армії дивуєшся тому, що попри сувору прихильність традиціям і звичаям старовини, які знайшли своє відображення в системах формування, організації та управління легіоном, тим не менше армійська система Стародавнього Риму не була закостенілою, а навпаки, вчасно реагувала на всі вимоги часу, зміни тактики супротивника, розвиток політичної ситуації в країні. Римські легіони зуміли здолати македонську фалангу, розгромили, хай і після тривалих війн, грізну військову машину Карфагена, очолювану одним з найкращих полководців в історії — Ганнібалом, довівши тим самим, що можуть протистояти і перемагати військові системи ойкумени що були до них найкращими. Без чіткої військової організації, легендарної залізної римської дисципліни та громадянського почуття, усвідомлення того, що ти — римлянин, це було неможливо. Армія Риму, народ Риму та римське держава були триєдині, що й привело Стародавній Рим до тієї ступені історичної величі, яку він і понині гідно займає.